# バイスクル

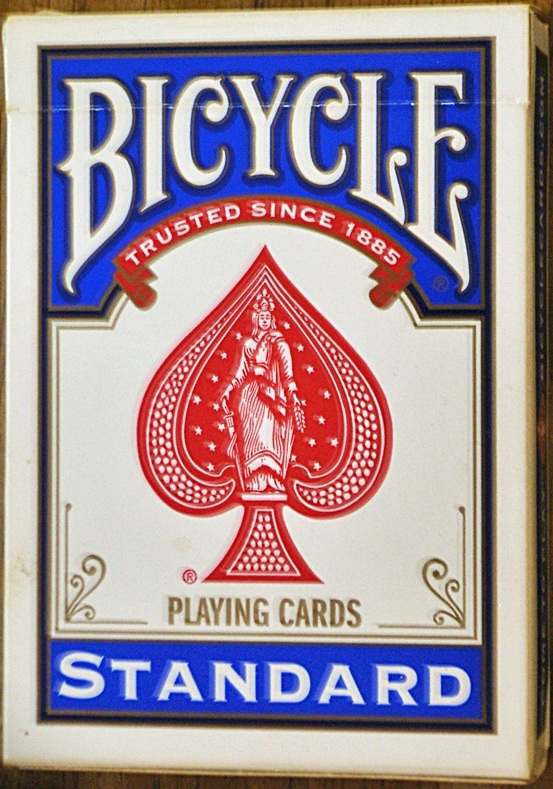
バイスクル（青）

バイスクル (Bicycle) とは、アメリカ合衆国のU.Sプレイング・カード社によって製造されているトランプのブランドの一つである。U.Sプレイング・カード社は世界最大のトランプの売り上げであるが、そのなかでもバイスクルが売り上げトップである。名称は自転車（英語で bicycle）に由来する。

## 特色・種類
標準的なトランプのサイズであるポーカーサイズとブリッジサイズの両方について製品があるが、独自基準の最小モデルとビッグモデル（ミニサイズとビッグサイズはエンボス加工が施されていない）もある。
素材はほとんどのバイスクルは紙製だがプラスチック製のものもある。バイスクルはカード表面に独特な加工（エアクッション加工。エンボス加工とも言われる。プラスチック製のものは施されていない）が施されており、とても滑りが良く、リボンスプレッド（テーブル上などにトランプを直線状、または弧状に広げること）がやりやすい。そのためマジシャンに好んで使用されている。紙のケースを包んでいる透明ビニールにも「世界中のマジシャンに愛されて～」と宣伝文を書いたシールが貼ってあることから、会社側でも手品用を想定していることが窺える。

## カードのデザイン

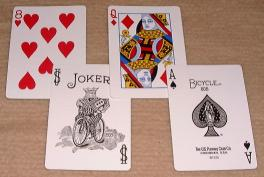
ジョーカーには自転車に乗ったキングが描かれている

ジョーカーには（製品名の通り）自転車に乗ったキングが描かれている点に特徴がある。種類により、ケースの表面は色だけでなく模様もかわる。

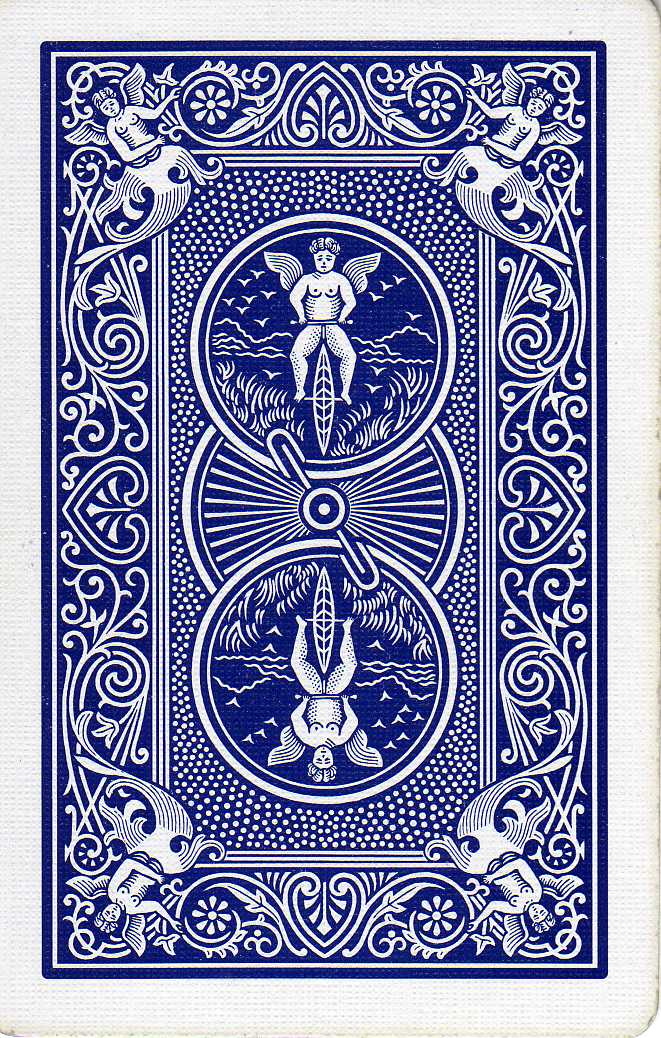
裏面（天使が自転車に乗っているデザイン）

現在の裏模様を大きく分けると、天使が自転車に乗っているデザインで点対称のライダーバックと呼ばれる種類と、天使が描かれておらず図柄が点対称でないリーグバックと呼ばれる種類がある。ライダー･バックの方が多く使われている。どちらも外側に白枠がある。最近では天使が楽器のマンドリンを手にしているデザインもある。

## カラー

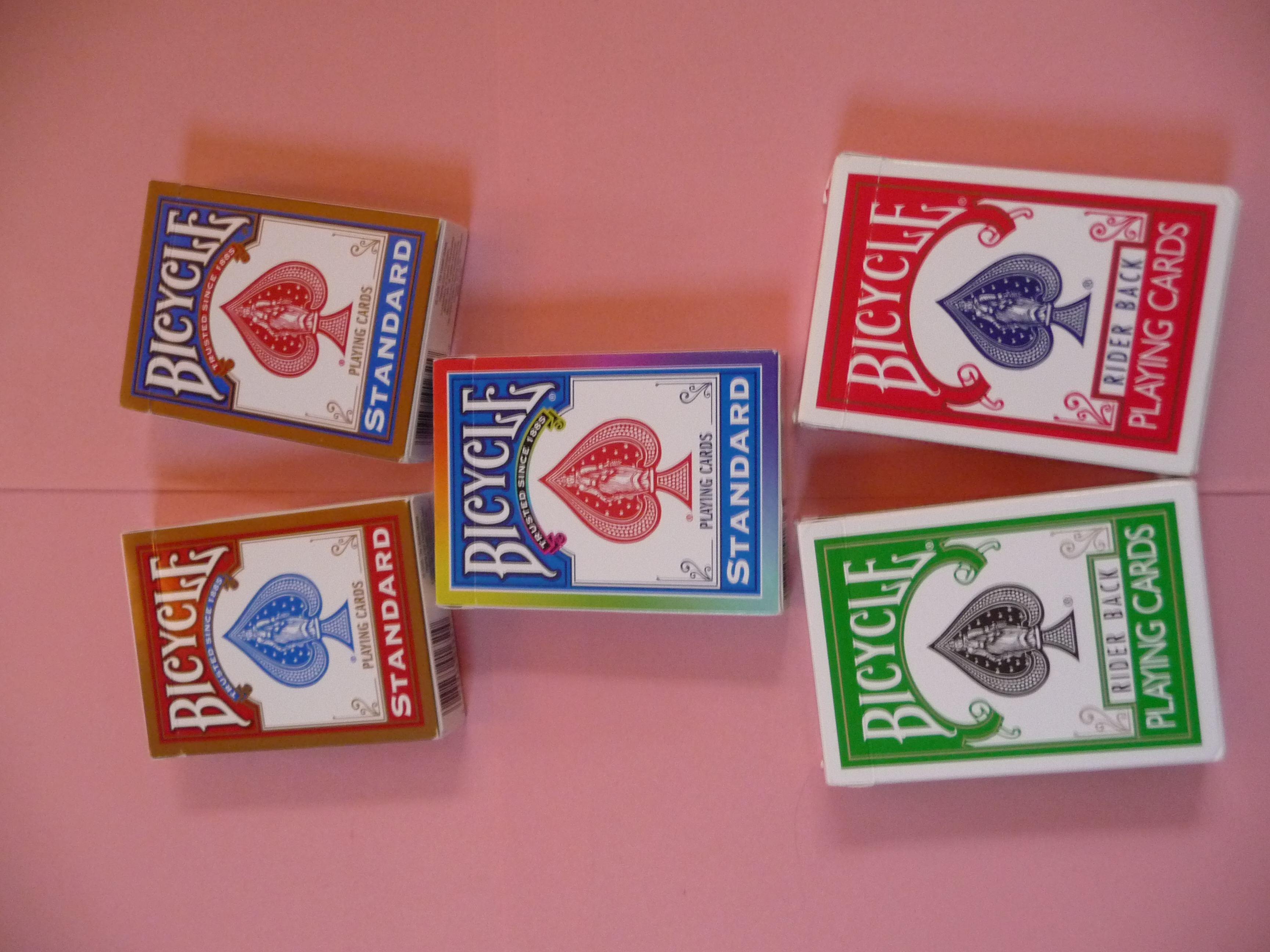
様々なバイスクル

かつては赤と青しか無かったが、最近は黒やパステルカラー等かなりのハイペースで新色がデビューしている。
スマトラ島沖地震に際して、被災者支援のチャリティーのために鶯色のバイスクル（エレファント・デック）が作られた。